# فيليبي جورج
فيليبي جورج لوريرو (بالبرتغالية: Felipe Jorge Loureiro‏)، ولد في 2 سبتمبر 1977 في ريو دي جانيرو، لاعب برازيلي
لاعب وسط متقدم ويلعب حاليا لنادي فاسكو دا غاما يتميز فيليبي بالهدوء والمراوغة وهو صانع العاب ممتاز، كان يلعب في السد القطري ويلقب من قبل جماهير السد بـ الفيلسوف

## النوادي التي لعب لها
- نادي فاسكو دا غاما (1997-2001م)
- بالميراس 2001-2001
- اتليتيكو مينيرو 2001-2002
- نادي فاسكو دا غاما 2002-2002
- جالاتاسراي 2002-2003
- فلامينجو 2003-2004
- فلومينزي 2004-2005
- السد القطري2005-2006-2007-2008-2009
- نادي فاسكو دا غاما (2009- إلى الآن)

## الانجازات
- Copa América 2004
- Brazilian National Championship 1997, 2000
- Rio State Championship
- 1998 - Vasco
- 2004 - Flamengo
- 2005 - Fluminense
- Copa Libertadores de América 1998
- Rio-São Paulo Tournament 1999
- Copa Mercosur 2000
- الدوري القطري 2005-2006، 2006-2007 مع نادي السد

## وصلات خارجية
- فيليبي جورج على موقع الاتحاد الدولي (مؤرشف)  (الإنجليزية)
- فيليبي جورج على موقع الاتحاد الأوربي (الإنجليزية)
- فيليبي جورج على موقع اتحاد تركيا (لاعب) (الإنجليزية)
- فيليبي جورج على موقع قاعدة بيانات كرة القدم.إي يو (الإنجليزية)
- فيليبي جورج على موقع ناشيونال فوتبول تيمز (الإنجليزية)
- فيليبي جورج على موقع Soccerway.com (الإنجليزية)
- فيليبي جورج على موقع عالم كرة القدم.نت (الإنجليزية)